# Tegalsambi
Tegalsambi is een bestuurslaag in het regentschap Jepara van de provincie Midden-Java, Indonesië. Tegalsambi telt 5003 inwoners (volkstelling 2010).